# 923 (číslo)
Devět set dvacet tři je přirozené číslo. Římskými číslicemi se zapisuje CMXXIII a řeckými číslicemi ϡκγ´. Následuje po čísle devět set dvacet dva a předchází číslu devět set dvacet čtyři.

## Matematika
923 je:
- Deficientní číslo
- Složené číslo
- Poloprvočíslo
- Nešťastné číslo

## Astronomie
- (923) Herluga je planetka hlavního pásu, kterou objevil v roce 1919 Karl Wilhelm Reinmuth
- NGC 923 je spirální galaxie v souhvězdí Andromedy

## Roky
- 923
- 923 př. n. l.